# Антисемитизм во Франции
Антисемитизм во Франции — выражение идеологии ненависти к евреям через слова или действия на территории Франции.

## История
Евреи жили ещё в Римской Галлии, но информация об этом до IV века н.э. отрывочна. После христианизации в Римской империи были введены ограничения для евреев, и многие переселились на окраины, в том числе в Галлию, где с V века возникли варварские королевства. В средние века Франция была центром еврейской учености, но преследования евреев со временем усиливались. Имели место неоднократные массовые изгнания евреев.
Во время Французской революции в конце XVIII века Франция стала первой страной в Европе, эмансипировавшей свое еврейское население под влиянием идей Просвещения. Но антисемитизм оставался, достигнув высокого уровня к 1890-х гг., как показало дело Дрейфуса, а кульминации в 1940-х гг., во время немецкой оккупации и режима Виши.
Во время 2-й мировой войны правительство Виши сотрудничало с нацистскими оккупантами, депортировав большое количество как французских евреев, так и иностранных еврейских беженцев в концентрационные лагеря. К концу войны, около 72,5 тыс. из 330 тыс. евреев, находившихся во Франции, погибло в результате Холокоста, что считается более низкой долей, чем в большинстве других стран, находившихся под нацистской оккупацией.
Французское еврейское население резко увеличилось в 1950-х — 1960-х гг., когда преимущественно франкоговорящие евреи из Алжира, из Марокко и Туниса в больших количествах эмигрировали во Францию в процессе исхода и изгнания евреев из мусульманских стран, связанного с ростом антисемитизма в арабском мире. Так Франция заняла третье место в мире по численности еврейского населения после Израиля и США (400 000 евреев по состоянию на 2020г.).
При этом в послевоенной Франции антисемитизм сохранился и усилился, в том числе в связи с ростом доли мусульманского населения, государственной антисионистской политикой (начиная с 1967 года), влиянием как правоконсервативных, так и левых антисионистских политиков, распространением отрицания Холокоста. С 1990-х гг. опросы показали увеличение стереотипных антисемитских убеждений среди населения Франции.
С 2000 г. значительно увеличилось количество нападений на евреев и еврейские объекты, что вызвало дебаты о «новом антисемитизме», при котором многие евреи больше не чувствуют себя в безопасности во Франции. В ответ на рост антисемитизма, в XXI веке всё больше французских евреев переезжает в Израиль. За 10 лет с 2006 г. по 2016 г. почти 40 тыс. французских евреев репатриировались в Израиль — около 10% от общего числа всей французской еврейской диаспоры.

## Современность
В начале XXI века антисемитизм во Франции, как и в других европейских странах, усилился во время Второй интифады, а его связь с антисионизмом укрепилась. Франция — абсолютный лидер Европы по доле мусульман (к 2017г. — 8,8%, к 2023 г. — 10 %). Значительная часть мусульманского иммигрантского населения второго поколения во Франции стала отождествлять себя с палестинской стороной палестино-израильского конфликта, а некоторые — и с радикальным исламизмом, что особенно характерно для молодёжи до 25 лет. Для этой части общества, чувствующей отчуждение по отношению к западной цивилизации, часто характерны негативное отношение к евреям и к Израилю, проявляющиеся, в том числе, в нападениях и актах вандализма по отношению к французским евреям.
Среди французских политиков левой ориентации и в левых СМИ широко распространено негативное отношение к Израилю, действия которого при освещении палестино-израильского конфликта резко критикуются, в то время как действия палестинских террористов часто оправдываются, замалчиваются или воспринимаются «с пониманием».
Вместе с тем «классический» антисемитизм правоконсервативной части французов, связанный с шовинизмом, расизмом, теориями заговора, отрицанием Холокоста, неонацизмом и оправданием режима Виши также сохранился и развился в 1990-е — 2000-е гг.
Встревоженные физическим насилием, вандализмом и пропагандой ненависти, многие французские евреи в XXI веке начали массово эмигрировать, в том числе в Израиль. Существует мнение, что рост с 2015 г. физического насилия по отношению к евреям во Франции ставит под сомнение «само существование еврейских общин» в стране.
Во Франции среди групп, позиционирующих себя как борцы с дискриминацией, существует ряд разногласий, т.к. значительная часть из них — левые антисионисты. Антисионизм является антисемитизмом, согласно определению Международного альянса в память о Холокосте, одобренному на 13 июля 2023 года 1192 учреждениями, включая ЕС, Госдеп США и 32 из 50 штатов США. Президент Франции Макрон также приравнял антисионизм к антисемитизму. ООН и пропалестинские организации не признают это определение.

## В политике

### Национал-консерватизм и петенизм
Французский правоконсервативный политик Жан-Мари Ле Пен, основавший и долгое время возглавлявший «Национальный фронт», неоднократно привлекался к ответственности за антисемитские высказывания и отрицание Холокоста. Его дочь Марин Ле Пен, возглавившая партию после него, в 2014 г. постаралась откреститься от этого наследия и улучшить отношения с французскими евреями; Союз еврейских студентов Франции отнёсся к этому скептически. Правопопулистский политик и еврей Эрик Земмур обвинялся в отрицании Холокоста и антисемитизме, заявив в 2019 г., будто коллаборационист Петен спас большинство французских евреев.
Другие известные французские ультраправые политики крайне антисемитского толка, продолжившие деятельность в начале XXI века — Пьер Сидос, Жан-Жиль Мальяракис, Анри де Лескен.

### Левый антисионизм/антисемитизм
При социалистическом правительстве Лионеля Жоспена в 1997 — 2002 гг. антисемитский характер нападений на евреев часто отрицался властями, и эти преступления выдавались за обычное хулиганство. В январе 2002 г., после серии нападений на евреев, министр иностранных дел Юбер Ведрин заявил: «Не обязательно надо быть шокированным тем, что молодые французы эмигрантского происхождения испытывают сострадание к палестинцам и взволнованы тем, что происходит [на Ближнем Востоке]».
Один из министров этого правительства, Жан-Люк Меланшон, позднее возглавлявший Левую партию и «Непокорённую Францию», известен своими нападками на Израиль и иудаизм; он многократно обвинялся в тесном сотрудничестве с радикальными антисемитскими силами.

### Сочетания «правого», исламского и «левого» антисемитизма
Ассоциация «Равенство и примирение» Алена Сораля, бывшего члена французской компартии и бывшего сотрудника Национального фронта, сочетает элементы правого консерватизма, «новых правых», марксизма и антисемитизма; её основатель неоднократно привлекался к ответственности за антисемитскую пропаганду.
Французский политик и комик Дьедонне Мбала Мбала, начинавший свою карьеру как левый оппонент Национального Фронта, с 2002 г. стал известен высказываниями против евреев и Израиля; сблизился с Национальным фронтом, Аленом Соралем и другими политиками-антисемитами. Поддерживал Усаму Бен Ладена, Иран, Хезболлу, ХАМАС. Безуспешно участвовал в различных выборах. Был многократно осуждён за антисемитизм.
Французская «Сеть Вольтер», учреждённая в 1994 г. как НКО левого толка, с 2002 г. начала распространять теории заговора и трансформировалась в информационно-пропагандистскую сеть, располагающуюся в Ливане и известную антиамериканизмом, антисионизмом, евроскептицизмом и поддержкой исламизма с использованием риторики антиколониализма. Её лидер Тьерри Мейсан поддерживал французских политиков-антисемитов, а также Иран, Хезболлу, сирийский режим Башара Асада, ливийский режим Каддафи.
Организация «Третий путь» под руководством Сержа Аюба, сочетавшая неонацизм, антиамериканизм,  антикапитализм, антисионизм и проарабскую позицию, была активна в 2010—2013 гг. до её официального запрета. Одновременно была запрещена и другая организация Аюба, «Националистическая революционная молодёжь».

## В системе образования
В сентябре 2002 г. отмечено противодействие во французских школах учителям, рассказывающим о Холокосте, со стороны учеников-мусульман. В 2003 г. и 2004 г. были зафиксированы сотни случаев преследования (избиений, унижений) еврейских детей в школах Франции со стороны детей-мусульман при нежелании персонала школ признавать наличие антисемитизма и вмешиваться.
В сентябре 2017 г. сообщалось, что «бывший директор подготовительной школы для подростков... сказал, что он регулярно советовал евреям не посещать его учреждение из-за боязни преследования со стороны других учеников» и что только треть евреев посещает государственные школы.

## В прессе
В начале июня 2005 г. французский суд признал главного редактора и трёх авторов газеты Le Monde виновными в «расистской диффамации» Израиля и еврейского народа. В феврале 2023 г. израильский посол во Франции обвинил Le Monde в «несдерживаемом антисемитизме».
В 2021—2023 г. государственный телеканал France 24 неоднократно получал жалобы на журналистов его арабского раздела за антисемитские высказывания в социальных сетях. Так, они оскорбительно для евреев шутили о Гитлере и Холокосте; заявляли об убивших израильтян террористах-смертниках, что убийцы «вознеслись на небеса»; называли евреев Израиля, даже живущих в границах 1967 года, словом «поселенцы»; для ликвидации израильскими военными террориста-убийцы использовали термин «заказное убийство», и т.д.

## Резонансные нападения
30 марта 2002 г. совершено нападение на синагогу в Лионе с использованием двух автомобилей.
В октябре — ноябре 2005 г. во время массовых беспорядков во Франции две синагоги были атакованы с помощью коктейлей Молотова.
В феврале 2015 г. солдат, охранявший еврейский общинный центр в Ницце, получил ножевое ранение от сторонника ИГИЛ Мусы Кулибали.
24 октября 2015 г. трое евреев возле синагоги в Марселе получили многочисленные ножевые ранения от террориста, кричавшего антисемитские лозунги. Нападавший был задержан.
18 ноября 2015 г. еврейский учитель в Марселе, идущий по улице, был ранен нападавшими, кричавшими антиеврейские лозунги; один из них был в футболке с надписью ISIS. Трое мужчин на двух скутерах, приблизились к учителю и воткнули ему ножи в руку и в ногу. Они убежали, когда к месту происшествия подъехала машина.
12 января 2016 г. еврейская учительница Бенджамина Амселлема у еврейской школы в Марселе была атакована подростком с мачете, утверждавшим, что действует от лица ИГ. Нападавший оказался мусульманином-курдом, начитавшимся исламистских сайтов, чья семья эмигрировала во Францию из Турции. После этого, в целях безопасности, евреям Марселя было рекомендовано не носить кипу.
18 августа 2016 г. «антисемит-рецидивист», выкрикнув «Аллаху Акбар», ранил ножом 62-летнего еврея в кипе на проспекте Вогезов в Страсбурге. Ранее, в 2010 г., он ткнул ножом в живот другого еврея на площади Клебера. У нападавшего, по данным полиции, были психические проблемы. На следующий день ему было предъявлено обвинение в «покушении на убийство, основанном на внешности жертвы, принадлежащей к расе или религии».

## Убийства
21 января 2006 г. Илан Халими, молодой французский еврей марокканского происхождения, был похищен группой мусульман под названием «Варвары» и подвергался пыткам в течение 3-х недель, что привело к его смерти.
С 11 по 19 марта 2012 г. Мохаммед Мера, французский гражданин алжирского происхождения, родившийся в Тулузе, совершил два нападения на французских военных в Тулузе и Монтобане (убив трёх из них), а затем нападение на еврейскую школу в Тулузе. В еврейской школе он убил учителя и троих детей, а также ранил подростка.
В январе 2015 г. террорист Амеди Кулебали, также ответственный за теракт в редакции Charlie Hebdo, захватил заложников в кошерном супермаркете и убил четверых из них. После этого французское правительство заявило, что увеличило присутствие солдат у известных еврейских зданий.
4 апреля 2017 г. 65-летняя еврейка Сара Халими была убита и выброшена со своего парижского балкона мигрантом из Мали Кобили Траоре, который кричал «Аллаху Акбар», избивая её. Это убийство вызвало публичный резонанс во Франции из-за того, что пресса в основном умалчивала о нём, а правительство не признавало его антисемитским.
23 марта 2018 г. 85-летняя еврейка Мирей Кнолль была убита в своей парижской квартире Ясином Михубом, французским гражданином алжирского происхождения, с криком «Аллаху Акбар».
20 августа 2022 года еврей Эяль Хаддад был убит в пригороде Парижа мусульманином и нелегальным мигрантом Мухаммедом Дриди, имевшим до этого историю антисемитской деятельности в соцсетях.

## Опросы общественного мнения

### Среди всех граждан Франции
Согласно опросам антидиффамационной лиги (ADL) во Франции, в 2002 г., антисемитские убеждения и стереотипы присутствовали у 42—46 % респондентов. Заявление «евреи более лояльны к Израилю, чем к своей стране», по опросам ADL в период 2002-2017 гг., от 28 % до 45 % французов оценивали как «вероятно, верное». Согласно докладу Фонда имени Фридриха Эберта (FES), ассоциируемого с СДПГ, в 2011 г. 27,7 % французов согласились с заявлением «У евреев слишком много влияния во Франции»; распространённость этого мнения во Франции достигала пиковых показателей в 2013 г. (33 %) и 2014 г. (37 %). По опросу FES от 2011 г., 25,8 % французов согласились с заявлением «евреи не заботятся ни о ком, кроме себя».
Согласно опросу от 2014 г., 39 % французов относились к Израилю негативно, при этом 37 % согласились и лишь 19 % не согласились, что «сионизм — это идеология, служащая Израилю для оправдания своей политики оккупации и колонизации палестинских территорий»; 23% приравняли сионизм к расизму. В среднем 25 % французов согласились, что «сионизм — это международная организация, которая пытается влиять на мир и общество в пользу евреев», причём среди избирателей Национального фронта так считали 32 %, среди электората «Зелёных» и Левого фронта — 31 % и 28 % соответственно; а среди респондентов-мусульман — 57 %.
По опросу агентства Ipsos в марте 2023 г., 42 % французов до 35 лет подвержены шести и более антисемитским предрассудкам, при этом 16% в той же возрастной группе считают, что Франции пошёл бы на пользу массовый исход евреев.

### Среди французских евреев
Опрос, проведенный в 2022 г. Французским институтом общественного мнения, показал, что 85 % французских евреев считают, что антисемитизм широко распространен и растет в стране; 74 % опрошенных и 78 % тех, кто регулярно носит кипу, сообщили, что подвергались словесному или физическому насилию как евреи.
При этом, согласно опросам Агентства ЕС по базовым правам, в 2012 г. лишь 23 % жертв антисемитских инцидентов обращались в полицию, а к 2018 г. этот показатель упал до 18 %. По данным той же организации от 2018 г., 67 % евреев считают, что французское правительство не борется с антисемитизмом эффективно.

## Борьба с антисемитизмом

### Государство и основные общественные организации
В борьбе с антисемитизмом французские еврейские организации традиционно сотрудничают с правительством и общественными группами в правовом и образовательном поле. Представительный совет еврейских учреждений Франции (КРИФ), зонтичная организация французских еврейских общин, использует взаимодействие с политиками, информационную деятельность и образование для борьбы с антисемитизмом. Во Франции также активна Международная лига по борьбе с расизмом и антисемитизмом (ЛИКРА), основанная в 1927 г. и постепенно включившая в свою деятельность борьбу с различными видами дискриминации.

### Вигилантизм и Лига защиты евреев
Одним из ответов на антисемитское насилие стало объединение евреев в группы самообороны, сконцентрированные на «прямом действии», что может характеризоваться как вигилантизм или самосуд. Так возникла французская Лига защиты евреев (LDJ), зарегистрированная в 2001 г. и известная нападениями на лиц, которых считала антисемитами. LDJ была осуждена руководством французских еврейских организаций. Её отношения с КРИФ описывались как напряжённые. В 2009 и 2013 гг. её члены привлекались к уголовной ответственности за насилие.

## Отрицание и преуменьшение антисемитизма
Британский историк Мод Мандель опубликовала исследование «Мусульмане и евреи во Франции: история конфликта» (2014). Она относит корни мусульманского антисемитизма среди иммигрантов второго поколения во Франции к более ранним межобщинным отношениям между народами в Алжире, Тунисе и Марокко, ходу деколонизации в Северной Африке и арабо-израильскому конфликту. Мандель делает акцент на «привилегированности» евреев. Социологи, такие как Нонна Майер, Лоран Мукчиэлли и другие, заявили, что антисемитизм во Франции связан с политикой Израиля и что другие формы расизма более распространены, чем антисемитизм. Члены французской еврейской общины критиковали эти выводы.